# Championnats panarabes d'athlétisme 2011
Navigation
Édition précédente Édition suivante
Les Championnats panarabes d'athlétisme 2011  ont eu lieu à Al-Aïn aux Émirats arabes unis.  Ils ont enregistré une forte participation  et seule  la Tunisie parmi les grandes nations de l’athlétisme arabe  n’a pu y participer. Le Maroc malgré l’absence de quelques-uns de ses meilleurs athlètes a remporté les jeux grâce notamment à ses athlètes  féminines avec 10 titres au total contre 7 pour l’Égypte et 6 pour l’Algérie. Notons que le Qatar et l’Arabie saoudite n’ont pas envoyé leurs meilleurs éléments  alors que le Bahreïn a remporté 5 médailles d’or chez les féminines grâce à son contingent de naturalisées.  

## Résultats

### Hommes
| Event                      | Or                                      | Or                | Argent                                    | Argent            | Bronze                                       | Bronze            |
| -------------------------- | --------------------------------------- | ----------------- | ----------------------------------------- | ----------------- | -------------------------------------------- | ----------------- |
| 100 mètres (0,0 m/s)       | Aziz Ouhadi Maroc                       | 10 s 24 CR        | Baraket Mubarak Al-Harthy Oman            | 10 s 27           | Sion Fimi Qatar                              | 10 s 37           |
| 200 mètres (-0,1 m/s)      | Sion Fimi Qatar                         | 20 s 59           | Omar Juma Al-Salfa Émirats arabes unis    | 21 s 02           | Abdullah Al-Sooli Oman                       | 21 s 19           |
| 400 mètres                 | Rabah Yousif Soudan                     | 45 s 96           | Ahmed Mohamed Al-Mrajabi Oman             | 46 s 74           | Abdelkarim Al Khudri Maroc                   | 47 s 59           |
| 800 mètres                 | Abdulkader AlNadheer Soudan             | 1 min 53 s 24     | Mohammad al-Azemi Koweït                  | 1 min 53 s 35     | Amine El Manaoui Maroc                       | 1 min 53 s 73     |
| 1 500 mètres               | Abderrahman Ano Algérie                 | 3 min 58 s 78     | Mohamed Ahmed Hamada Égypte               | 3 min 59 s 15     | Mohamad al-Garni Qatar                       | 3 min 59 s 23     |
| 5 000 mètres               | Abubaker Ali Kamal Qatar                | 15 min 35 s 53    | Soufiyan Bouqantar Maroc                  | 15 min 36 s 99    | Hicham Sigueni Maroc                         | 15 min 38 s 15    |
| 10 000 mètres              | Ahmed Obaidullah Holi Soudan            | 29 min 57 s 62    | Khalifa Ali Al Wahshi Émirats arabes unis | 30 min 8 s 7      | Abdullah Issa Mohamed Émirats arabes unis    | 32 min 47 s 74    |
| Semi-marathon              | Mansour Obaid Ahmed Émirats arabes unis | 1 h 6 min 20 s    | Abdullah Issa Mohamed Émirats arabes unis | 1 h 17 min 57 s   |                                              |                   |
| 3000 mètres steeple        | Hamid Ezzine Maroc                      | 8 min 41 s 98     | Abubaker Ali Kamal Qatar                  | 8 min 43 s 93     | Salem Mohamed Salem Égypte                   | 9 min 38 s 36     |
| 110 mètres haies (0,0 m/s) | Fawzi al-Shammari Koweït                | 13 s 75 CR        | Abdulaziz Al Mandil Koweït                | 13 s 79           | Ilyes Mekdal Algérie                         | 13 s 80           |
| 400 mètres haies           | Hamadi Abderrahman Algérie              | 51 s 10           | Abdulkader Idris Abkar Soudan             | 51 s 59           | Hassan Akbo Maroc                            | 51 s 73           |
| Saut en hauteur            | Moataz Issa barsham Qatar               | 2,25 m            | Majdeddine Ghazal Syrie                   | 2,22 m            | Mohamed Yunus Idris Soudan                   | 2,13 m            |
| Saut à la perche           | Fahd El Mrashad Koweït                  | 5 m               | Mouhcine Cheaouri Maroc                   | 4,80 m            | Khalaf Mohamed Mullah Syrie                  | 4,80 m            |
| Saut en longueur           | Yahya Berrabah Maroc                    | 7,85 m (0,0 m/s)  | Mohamed Fathallah Dhaifallah Égypte       | 7,65 m (+0,3 m/s) | Mahdi El Kabachi Maroc                       | 7,30 m (+0,1 m/s) |
| Triple saut                | Issam Nima Algérie                      | 16,41 m (0,0 m/s) | Amr Salama Shoman Égypte                  | 15,87 m (0,0 m/s) | Mohamed Abdullah Darwish Émirats arabes unis | 15,78 m (0,0 m/s) |
| Lancer du poids            | Meshary Sorour Koweït                   | 19,15 m           | Ahmed Abel Koweït                         | 18,67 m           | Musaab Momani Jordanie                       | 17,18 m           |
| Lancer du disque           | Haydar Nasser Abdulshahid Iraq          | 57,89 m           | Essa Mohammed al-Zankawi Koweït           | 54,96 m           | Musaab Momani Jordanie                       | 54,08 m           |
| Lancer du marteau          | Ali Zankawi Koweït                      | 79,27 m CR        | Alaa-Eddine El Ashry Égypte               | 69,31 m           | Hassen Mahmoud Abdeljawad Égypte             | 67,15 m           |
| Lancer du javelot          | Ihab Abdelrahman El Sayed Égypte        | 78,83 m CR        | Ammar Makki Iraq                          | 73,83 m           | Ahmed Samir Al-Shebramlis Égypte             | 70,38 m           |
| Décathlon                  | Mohamed Jassem Alqurei Arabie saoudite  | 7 498 pts         | Mourad Souissi Algérie                    | 6 744 pts         | Hisham Nizar Al-Sharaf Arabie saoudite       | 5 930 pts         |
| 20 km marche               | Hichem Moujbar Algérie                  | 1 h 38 min 47 s   | Mabrouk Saleh Mohamed Qatar               | 1 h 40 min 17 s   | Amir Abdulrazak Iraq                         | 1 h 54 min 38 s   |
| Relais 4 × 100 mètres      | Oman                                    | 39 s 53           | Émirats arabes unis                       | 39 s 85           | Qatar                                        | 40 s 13           |
| Relais 4×400 mètres        | Soudan                                  | 3 min 6 s 97      | Arabie saoudite                           | 3 min 7 s 62      | Oman                                         | 3 min 8 s 82      |

## Tableau des médailles

### Hommes
| Rang | Nation              | Or | Argent | Bronze | Total |
| ---- | ------------------- | -- | ------ | ------ | ----- |
| 1    | Koweït              | 4  | 4      | 0      | 8     |
| 2    | Algérie             | 4  | 1      | 1      | 6     |
| 2    | Soudan              | 4  | 1      | 1      | 6     |
| 4    | Maroc               | 3  | 2      | 5      | 10    |
| 5    | Qatar               | 3  | 2      | 3      | 8     |
| 6    | Égypte              | 1  | 4      | 3      | 8     |
| 7    | Émirats arabes unis | 1  | 4      | 2      | 7     |
| 8    | Oman                | 1  | 2      | 2      | 5     |
| 9    | Arabie saoudite     | 1  | 1      | 1      | 3     |
| 9    | Iraq                | 1  | 1      | 1      | 3     |
| 11   | Syrie               | 0  | 1      | 1      | 2     |
| 12   | Jordanie            | 0  | 0      | 2      | 2     |
| 13   | Liban               | 0  | 0      | 0      | 0     |
| 13   | Somalie             | 0  | 0      | 0      | 0     |
| 13   | Palestine           | 0  | 0      | 0      | 0     |
| -    | Total               | 23 | 23     | 22     | 68    |

### Dames
| Rang | Nation              | Or | Argent | Bronze | Total |
| ---- | ------------------- | -- | ------ | ------ | ----- |
| 1    | Maroc               | 7  | 7      | 3      | 17    |
| 2    | Égypte              | 6  | 7      | 4      | 17    |
| 3    | Bahreïn             | 5  | 0      | 1      | 6     |
| 4    | Algérie             | 2  | 3      | 6      | 11    |
| 5    | Liban               | 2  | 0      | 0      | 2     |
| 6    | Iraq                | 1  | 2      | 2      | 5     |
| 7    | Émirats arabes unis | 0  | 2      | 2      | 4     |
| 8    | Syrie               | 0  | 1      | 5      | 6     |
| 9    | Soudan              | 0  | 1      | 0      | 1     |
| -    | Total               | 23 | 23     | 23     | 69    |